# 逊布尔巴图
逊布尔巴图（？—1924年），又譯蘇木巴爾巴圖、遜博爾巴圖，蒙古族，伊克昭盟鄂尔多斯左翼后旗（今內蒙古自治區達拉特旗）人，鄂尔多斯左翼后旗貝子，後晉封札萨克貝勒加郡王銜、郡王、親王。

## 生平
清宣統三年（1911年），逊布尔巴图继袭鄂尔多斯左翼后旗札萨克多罗贝勒。1916年，逊布尔巴图出任伊克昭盟盟长兼鄂尔多斯济农。民國2年1月9日，晉封貝勒並加郡王銜。民國5年9月1日，補授伊克昭盟吉農兼接管青吉斯汗祭祀事宜。民國6年2月24日，晉封郡王。民國8年8月9日，晉封親王。1924年，逊布尔巴图逝世。